# Schwalm-Eder-Kreis
Schwalm-Eder-Kreis er en landkreis i den nordlige del af  den tyske delstat Hessen. Nabokreise er Landkreis Kassel,  Werra-Meißner-Kreis, Landkreis Hersfeld-Rotenburg, Vogelsbergkreis, Landkreis Marburg-Biedenkopf og Landkreis Waldeck-Frankenberg.
Kreisen blev oprettet 1974, da de to tidligere kreise Fritzlar-Homberg, Melsungen og Ziegenhain blev sammenlagt. Området har navn efter floderne Schwalm og Eder.

## Byer og kommuner
Kreisen havde 180222  indbyggere pr.  2018-12-31

| By              | Indbyggere |
| --------------- | ---------- |
| Borken (Hessen) | 12649      |
| Felsberg        | 10627      |
| Fritzlar        | 14744      |
| Gudensberg      | 9657       |
| Homberg (Efze)  | 14035      |
| Melsungen       | 13659      |
| Neukirchen      | 6986       |
| Niedenstein     | 5299       |
| Schwalmstadt    | 18122      |
| Schwarzenborn   | 1203       |
| Spangenberg     | 6183       |

| Kommune        | Indbyggere |
| -------------- | ---------- |
| Bad Zwesten    | 3914       |
| Edermünde      | 7318       |
| Frielendorf    | 7182       |
| Gilserberg     | 3009       |
| Guxhagen       | 5355       |
| Jesberg        | 2259       |
| Knüllwald      | 4332       |
| Körle          | 2959       |
| Malsfeld       | 3956       |
| Morschen       | 3231       |
| Neuental       | 3034       |
| Oberaula       | 3209       |
| Ottrau         | 2169       |
| Schrecksbach   | 3022       |
| Wabern         | 7313       |
| Willingshausen | 4796       |